# Willy Janssen
Willy Janssen (Sittard, 19 februari 1960) is een Nederlands oud-voetballer, die bij voorkeur in de verdediging speelde.

## Biografie

### PSV
Janssen begon zijn loopbaan bij PSV. In het seizoen 1976-1977 maakte hij, op 4 september 1976, zijn debuut als invaller in de hoofdmacht van PSV in de uitwedstrijd tegen NAC, door in de 75e minuut in te vallen voor Peter Dahlqvist. Hij was op dat moment slechts 16 jaar. Het seizoen erop verbleef hij weer volledig in de jeugdopleiding van PSV, maar in het seizoen 1978-1979 keerde hij terug in de selectie van PSV. Hier groeide hij, onder Kees Rijvers, langzaam uit tot een vaste waarde in het elftal. Eind januari 1980 vertrok Rijvers naar het Belgische Beringen en in maart 1981 werd Rijvers bondscoach. Rijvers werd bij PSV eind januari 1980 opgevolgd door Jan Reker, die op zijn beurt, aan het begin van seizoen 1980-1981, weer plaats maakte voor Thijs Libregts. Libregts zag echter niets in Janssen, die hierop bij PSV op een zijspoor belandde vanaf het begin van het seizoen 1981/1982.

### Die ene interland
Janssen begon het seizoen 1981-1982 als bankzitter, toen hij door Rijvers werd opgeroepen voor het Nederlands elftal voor de vriendschappelijke interland tegen Zwitserland op 1 september 1981. Dit zorgde voor een conflict tussen Rijvers en Libregts, die zich door Rijvers te kijk voelde gezet. Rijvers gaf zijn voormalige pupil zelfs een basisplaats in de wedstrijd waarin ook Wim Kieft, Ruud Gullit en Frank Rijkaard hun debuut maakten. Uiteindelijk zou het Nederlands elftal de uitwedstrijd in Zürich verliezen met 2-1.
Bij terugkomst naar PSV werd hem door Libregts geen wedstrijd meer gegund en in de winterstop, december 1981, verkaste Janssen naar NAC, terwijl Ton Lokhoff de omgekeerde weg bewandelde.

### NAC
Janssen kende in Breda, onder trainer Jo Jansen, een vliegende start en had in zijn eerste half jaar bij NAC een basisplaats. De club eindigde in het seizoen 1981-1982 ook verdienstelijk op de 11e positie. Halverwege het seizoen 1982-1983 verloor Janssen echter zijn basisplaats door een slepende knieblessure. De ploeg eindigde dat jaar op de 17e positie en degradeerde naar de eerste divisie. Het seizoen erop werd Janssen afgekeurd voor het spelen van betaalde voetbal. Hij speelde zijn laatste wedstrijd op 1 april 1984 tegen FC Wageningen.

### Persoonlijk
Willy Janssen werkt als softwareontwikkelaar bij Sligro. Janssen is de vader van voetballer Tim Janssen, die ook betaald voetbal speelde en van Maddy Janssen, presentatrice bij ESPN.

## Carrièreoverzicht
| seizoen | club   | land      | competitie     | wed. | goals |
| ------- | ------ | --------- | -------------- | ---- | ----- |
| 1976/77 | PSV    | Nederland | Eredivisie     | 1    | 0     |
| 1978/79 | PSV    | Nederland | Eredivisie     | 18   | 2     |
| 1979/80 | PSV    | Nederland | Eredivisie     | 2    | 0     |
| 1980/81 | PSV    | Nederland | Eredivisie     | 20   | 1     |
| 1981/82 | PSV    | Nederland | Eredivisie     | 0    | 0     |
| 1981/82 | NAC    | Nederland | Eredivisie     | 16   | 2     |
| 1982/83 | NAC    | Nederland | Eredivisie     | 10   | 1     |
| 1983/84 | NAC    | Nederland | Eerste divisie | 16   | 12    |
|         | Totaal |           |                | 83   | 18    |